# Cafede
Cafede ist ein Ort und eine ehemalige Gemeinde (Freguesia) im portugiesischen Kreis Castelo Branco. Die Gemeinde hatte 262 Einwohner (Stand 30. Juni 2011).
Am 29. September 2013 wurden die Gemeinden Cafede und Póvoa de Rio de Moinhos zur neuen Gemeinde União das Freguesias de Póvoa de Rio de Moinhos e Cafede zusammengeschlossen.